# トンボー (音楽)
トンボー（フランス語: tombeau）は、フランス語で墓石や墓碑のことを指す名詞であり、音楽用語としては故人を追悼する器楽曲の意味で使われた。
たいてい17世紀から18世紀までのリュート音楽と結びついており、現存する60曲以上がリュートやテオルボのために、7曲がヴィオラ・ダ・ガンバのために、5曲がギターのために、3曲がクラヴサンのために作曲されている。トンボーの最初期の例は、エヌモン・ゴーティエによる《メザンジョーのトンボー（Tombeau de Mezangeau）》（1638年）である。
トンボーの前例となる追悼曲は、アントニー・ホルボーンによる葬送用パヴァーヌ《ペンブルック伯爵夫人の葬礼（Countess of Pembrokes Funeralle)》（1599年）に遡ることができる。この楽種が最初に現れたフランスでは文学の強い影響があり、とりわけ挽歌が16世紀から17世紀末にかけて人気があったということが1つの重要な要因として考えられる。
トンボーは、もっぱら2つの形式に由来する。1つは4/4拍子の緩やかで物悲しいアルマンド・グラーヴ（荘重なアルマンド，allemande grave）であり、もう1つが、表面上はアルマンドに感じられたとしても、トンボーの年代には既に時代遅れになっていた、3部形式のルネサンス舞曲のパヴァーヌである。ドニ・ゴーティエの作曲による《ラケット氏のためのトンボー（Tombeau pour M. Racquette）》は、後者の例にほかならない。ジーグとして作曲された稀少なトンボーも実在する。ジグ・グラーヴ（重々しいジーグ，gigue grave）は多くの点でアルマンドに似るからである。
イタリア音楽のラメントとは対照的に、哀悼の念を「表出する」要素は、フランスでは疑問視されていたこともあり、トンボーに使うべきではないとされた。それでも、ある種の典型的な擬音的特徴が使われている。死神が扉を叩くさまを表す反復音の動機や、魂の受難や昇天を表す上下行する（全音階的・半音階的な）音階などである。フローベルガーの《フェルディナント3世の崩御に寄せる哀歌》や《わが身に来たるべき死への瞑想（Meditation sur ma Mort Future）》にその初期の用例を見ることができよう。いくつかのトンボーでは、嘆きの暗喩である下降4音が見受けられるが、これはジョン・ダウランドの《ラクリメ》（1604年）に影響された表現にほかならない。トンボーには、ほかにもいくつか相応しい表現の特徴が見出される。「溜め息」の音型、（特に、繰り返しの音符に現れる）付点のリズム、短音階で緩やかに進行する和声（オルゲルプンクトの上で解決される傾向によって短調の重々しさが強調される）、などである。後年はラメント・バスに関連して、半音階進行も多用された。数少ないクーラント・トンボーは、3拍子によっている。
トンボーは、パリのリュート楽派（ドニ・ゴーティエ、シャルル・ムートン、ジャック・ガロ、デュ・フォーら）に興されて、やがてクラヴサン楽派に引き継がれ（フローベルガーとルイ・クープラン、両者とも1652年に親友のブランロシェことシャルル・フルーリーへの追悼曲を手懸けている）、その後は中欧にも広まった（ロージー、シルヴィウス・レオポルト・ヴァイス）。
興味深いことに、トンボーはカトリック圏で花開いたが、18世紀になるまでに衰退し、ようやく20世紀になって再発見された。モーリス・ラヴェルの《クープランの墓（フランス語: Le tombeau de Couperin）》が代表例である。現代のトンボーは、（ロマン・トゥロフスキー＝サフチュクの作例など）しばしば歴史上の人物に手向けられている。ラヴェルの《クープランの墓》は、その最初の例とも看做し得るが、この場合のクープランとは、フランソワ・クープラン個人やクープラン家ではなく、クープランに象徴されるフランスの文化や芸術を崇敬へのオマージュとして、そしてそれらを生み出したフランス人を鼓舞する意図で使われている。

## 註
1. 1 2 3 4 5 6  TOMBEAUX for Lute > The E-Library（英語）